# Савіта Ваґнер
Діа́на Саві́та Ва́ґнер (1986—2024) — українська військовослужбовиця, медикиня батальйону «Карпатська Січ», учасниця російсько-української війни.

## Життєпис
Народилася 21 липня 1986 року в місті Бонн, ФРН. Навчалася в університеті на медичному факультеті, але навчання перервала. Працювала репетитором англійської, латинської та німецької мов, розробляла вебсайти для компаній.
Згодом одружилася з канадцем, подружжя оселилося в місті Галле. Чоловік працював програмістом. Згодом знову вступила до університету, але вже на математичний факультет.
З початком повномасштабного вторгнення Савіта на власному авто вирушила в Україну. Почала волонтерити переводячи медичне обладнання.
Також возила закордонних журналістів на щойно деокуповані території Київщини та Чернігівщини. Після побачених наслідків окупації вирішила долучитися до Збройних сил України.
У червні 2022 року вирушила на північно-східний фронт.
Загинула під артобстрілом під час евакуації поранених колумбійських добровольців української армії в Куп'янському районі Харківської області. Похована на Алеї Слави Лук'янівського цвинтаря у Києві.

## Нагороди
- Орден «За мужність» III ступеня (посмертно)[4].